# アレクサンドリアのメナス

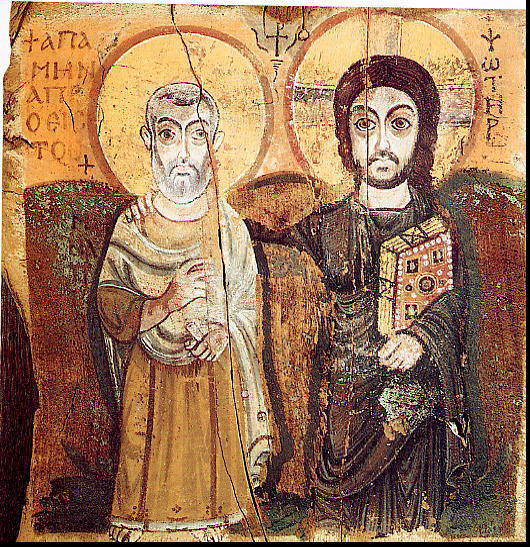
キリストとメナス（パリ、ルーヴル美術館）

アレクサンドリアのメナス（英語: Saint Menas, Mina, Mena, Mennas, Minas, ギリシア語: Άγιος Μηνάς, コプト語: Ⲁⲃⲃⲁ Ⲙⲏⲛⲁ、285年 - 309年頃）は、エジプトの殉教者、聖人である。ミーナーとも表記される。

## 生涯と伝説
メナスは285年にエジプト、メンフィスの近くで生まれた。父のユードキウスは今日のミヌーフィーヤ県にあたる地域内の知事を務めていた。両親ともに敬虔なキリスト教徒であり、メナスは幼い頃よりキリスト教徒としての教育を受けて育った。
11歳のときに父が、14歳の時に母が他界し、孤児となったメナスはローマ軍に入隊した。303年にディオクレティアヌス帝はそれまで寛容だったキリスト教に対する方針を改め、ローマの神々に対する供犠を義務化する勅令を出し、反抗するキリスト教徒を厳しく弾圧した。当時小アジアで軍務に就いていたメナスは棄教を拒み、無断で軍を離脱して荒野で牧童として宗教的な生活を送ることになった。
5年間の宗教生活の後にメナスは神から3つの啓示を受けた。神は禁欲を守ったこと、誓言に従って独身を貫いたことを讃え、迫害に耐えて殉教すると教えた。使命を悟ったメナスは、故郷に残した資産を救貧に費やすように遺言し、祭礼の日に町中で自らがキリスト教徒であることを公言し捕らえられた。激しい拷問によって棄教を迫られたが、メナスは拒み続けた。鞭による傷は人間の限界を超えるものだったが、不思議なことに受けた傷はその都度修復されたという。
改宗を諦めた司直はメナスを斬首し、その死体を焚いた。しかし、焚かれた死体はなぜか灰にならず、元の形を維持し光り輝いていた。その後、遺体は故郷であるリビアに送られることになった。海路によってアレクサンドリアに移送される途中、海中から長い首を持ち背中にラクダのような瘤のある巨大な怪獣が現れ、船に襲いかかってきた。その時、メナスの遺体から光線が発せられ、それを浴びた怪獣はおとなしくなった。その後、アレクサンドリアからメナスの遺体をラクダで運んでいた途中、ラクダが動かなくなった。別のラクダに交換しても同様の状態になったため、それを神意としてその場所に遺体を埋葬し、小さな堂を建てた。

## 死後の逸話
堂のことが半ば忘れ去られた100年後、その場所で片足の悪い牧童が休んでいると、悪い方の足に光が当てられる夢を見た。目が覚めると足が治っており、光が放たれていたという。また、別の牧童はこの地の泥沼で砂浴びをした羊の疥癬が治ったと報告し、メナスの埋葬地の話は地域に広まった。その後、メナスの埋葬地は聖地アブ・メナと呼ばれ、巡礼地として栄えた。

## 信仰
メナスは戦士聖人と呼ばれ、商人や旅行者の守護聖人と信じられた。3つの啓示と2つのラクダの逸話から、聖メナスの肖像には3つの王冠や、2頭のラクダを描いたモチーフが多い。

## イコン
エジプト・バウィットのアパ・アポラ修道院（Apa Apolla monastery, コプト語: ⲧⲟⲡⲟⲥ ⲛⲁⲡⲁ ⲁⲡⲟⲗⲗⲱ）の遺跡から発掘された6世紀のイコンには、イエス・キリスト（右）と聖メナス（左）が肩を組む姿が描かれている。現在は、コプト美術の代表作として、パリのルーヴル美術館に保存されている。
テゼ共同体の創設者ブラザー・ロジェが特に愛したイコンとして知られ、「友情のイコン」（"Icon of Friendship"）と呼ばれ、テゼ共同体と世界中の「テゼの祈りの集い」で用いられるシンボルとなっている。